# Arsenoclasita
L'arsenoclasita és un mineral de la classe dels arsenats. Rep el seu nom del grec αρσενικόν, arsènic, i κλάσις, exfoliació, en al·lusió a la seva composició i la seva perfecta exfoliació.

## Característiques
L'arsenoclasita és un arsenat de manganès de fórmula química Mn₅²⁺(AsO₄)₂(OH)₄. Cristal·litza en el sistema ortoròmbic, trobant-se normalment de manera granular o massiva; rarament forma cristalls, els quals poden arribar a fer uns 5 mil·límetres de llargada. La seva duresa a l'escala de Mohs oscil·la entre 5 i 6. És isostructural amb la gatehouseïta, el seu anàleg amb fosfat, i es troba relacionada amb la reppiaïta.
Segons la classificació de Nickel-Strunz, l'arsenoclasita pertany a «08.BD - Fosfats, etc. amb anions addicionals, sense H₂O, només amb cations de mida mitjana, (OH, etc.):RO₄ = 2:1» juntament amb els següents minerals: cornwallita, pseudomalaquita, reichenbachita, gatehouseïta, parwelita, reppiaïta, ludjibaïta i cornubita.

## Formació i jaciments
Es tracta d'un mineral rar que es troba en fissures en roques metamorfosejades de ferro i manganès, i en dipòsits sedimentaris d'aquests mateixos elements. Sol trobar-se associada a altres minerals com: arkinita, adelita, allactita, calcita, dolomita, hausmannita, gatehouseïta, shigaïta, hematites o barita. Va ser trobada per primera vegada l'any 1931 a Långban, Filipstad (Värmland, Suècia). També se n'ha trobat a Reppia (Ligúria, Itàlia) i a Iron Knob (Austràlia Meridional).